# Conium sphaerocarpum
Conium sphaerocarpum är en flockblommig växtart som beskrevs av Olive Mary Hilliard och Brian Laurence Burtt. Conium sphaerocarpum ingår i släktet odörter, och familjen flockblommiga växter. Inga underarter finns listade i Catalogue of Life.